# Karl Paranya
Karl Paranya (Rawmarsh, 27 giugno 1975) è un ex mezzofondista statunitense.